# Verzasca Damm
Verzasca Damm är en dammbyggnad i Schweiz.   Den ligger i distriktet Locarno och kantonen Ticino, i den sydöstra delen av landet, 140 km sydost om huvudstaden Bern. Verzasca Damm ligger 436 meter över havet. Den ligger vid sjön Lago Maggiore.
Terrängen runt Verzasca Damm är bergig norrut, men söderut är den kuperad. Närmaste större samhälle är Bellinzona, 13,0 km öster om Verzasca Damm. 
Runt Verzasca Damm är det ganska tätbefolkat, med 192 invånare per kvadratkilometer.